# كالوطة
كالوطة هي قرية سورية تقع في ناحية مركز عفرين من منطقة عفرين في محافظة حلب.

## التاريخ
تحول فيها معبد الإله بعل إلى معبد زيوس و بعدها إلى كنيسة في القرن الثاني الميلادي. وهي تعتبر واحدة من المدن المنسية.